# Coudray-au-Perche
Coudray-au-Perche és un municipi francès, situat al departament de l'Eure i Loir i a la regió de Centre – Vall del Loira. L'any 2007 tenia 367 habitants.

## Demografia

### Població
El 2007 la població de fet de Coudray-au-Perche era de 367 persones. Hi havia 135 famílies, de les quals 32 eren unipersonals (20 homes vivint sols i 12 dones vivint soles), 32 parelles sense fills, 59 parelles amb fills i 12 famílies monoparentals amb fills.
La població ha evolucionat segons el següent gràfic:
Habitants censats

### Habitatges
El 2007 hi havia 192 habitatges, 139 eren l'habitatge principal de la família, 46 eren segones residències i 8 estaven desocupats. 188 eren cases i 4 eren apartaments. Dels 139 habitatges principals, 109 estaven ocupats pels seus propietaris, 28 estaven llogats i ocupats pels llogaters i 2 estaven cedits a títol gratuït; 2 tenien una cambra, 11 en tenien dues, 21 en tenien tres, 38 en tenien quatre i 67 en tenien cinc o més. 99 habitatges disposaven pel capbaix d'una plaça de pàrquing. A 65 habitatges hi havia un automòbil i a 62 n'hi havia dos o més.

### Piràmide de població
La piràmide de població per edats i sexe el 2009 era:
| Homes | Edats   | Dones |
| ----- | ------- | ----- |
| 0     | 95 o +  | 0     |
| 0     | 90 a 94 | 4     |
| 8     | 85 a 89 | 4     |
| 0     | 80 a 84 | 4     |
| 0     | 75 a 79 | 12    |
| 8     | 70 a 74 | 12    |
| 8     | 65 a 69 | 8     |
| 0     | 60 a 64 | 4     |
| 4     | 55 a 59 | 0     |
| 16    | 50 a 54 | 16    |
| 12    | 45 a 49 | 12    |
| 16    | 40 a 44 | 12    |
| 8     | 35 a 39 | 8     |
| 8     | 30 a 34 | 8     |
| 24    | 25 a 29 | 12    |
| 8     | 20 a 24 | 20    |
| 12    | 15 a 19 | 32    |
| 8     | 10 a 14 | 0     |
| 20    | 5 a 9   | 4     |
| 4     | 0 a 4   | 24    |

## Economia
El 2007 la població en edat de treballar era de 231 persones, 180 eren actives i 51 eren inactives. De les 180 persones actives 162 estaven ocupades (94 homes i 68 dones) i 18 estaven aturades (8 homes i 10 dones). De les 51 persones inactives 16 estaven jubilades, 19 estaven estudiant i 16 estaven classificades com a «altres inactius».

### Ingressos
El 2009 a Coudray-au-Perche hi havia 135 unitats fiscals que integraven 339 persones, la mediana anual d'ingressos fiscals per persona era de 17.884 €.

### Activitats econòmiques
Dels 15 establiments que hi havia el 2007, 2 eren d'empreses alimentàries, 5 d'empreses de construcció, 3 d'empreses de comerç i reparació d'automòbils, 1 d'una empresa d'hostatgeria i restauració, 2 d'empreses financeres, 1 d'una empresa immobiliària i 1 d'una empresa de serveis.
Dels 7 establiments de servei als particulars que hi havia el 2009, 1 era una oficina bancària, 1 taller de reparació d'automòbils i de material agrícola, 2 paletes, 1 fusteria, 1 lampisteria i 1 restaurant.
L'únic establiment comercial que hi havia el 2009 era una fleca.
L'any 2000 a Coudray-au-Perche hi havia 23 explotacions agrícoles que ocupaven un total de 1.320 hectàrees.

## Equipaments sanitaris i escolars
El 2009 hi havia una escola maternal integrada dins d'un grup escolar amb les comunes properes formant una escola dispersa.

## Poblacions més properes
El següent diagrama mostra les poblacions més properes.